# Кузьмин, Григорий Дмитриевич
Григорий Дмитриевич Кузьмин (род. 21 апреля 2003, Ярославль) — российский хоккеист, нападающий.

## Биография
Начинал играть в ярославском «Локомотиве». Воспитанник московской хоккейной школы «Русь» (2017—2019). С 2019 года — в системе СКА. Играл за команды МХЛ «СКА-Варяги» и «СКА-1946», с сезона 2021/22 — в команде ВХЛ «СКА-Нева». 1 марта 2024 года сыграл первый матч в КХЛ в домашней игре первого раунда розыгрыша Кубка Гагарина против «Торпедо» (2:5), став первым игроком в истории СКА, дебютировавшим за команду в матче плей-офф.